# Boohoo/AM0:40/Waltz
「Boohoo/AM0:40/Waltz」（ブーフー/エーエムれいじよんじっぷん/ワルツ）は、andropの2枚目のシングル。2012年8月22日にワーナーミュージック・ジャパンから発売された。

## 概要
前作『World.Words.Lights./You』より約6ヶ月ぶりとなるシングル。andropとしては初のトリプルA面シングルである。
本作の初回プレス盤は、特殊パッケージとなっている。
ジャケットの3色は光の三原色になぞらえたものとなっているが、それぞれの色は本作の収録曲を表したものともなっており、「赤」は『Boohoo』、「青」は『AM0:40』、「緑」は『Waltz』を指している。
本作収録曲は3曲とも、2012年12月5日にリリースされたアルバム『one and zero』にも収録されている。

## 収録曲
1. Boohoo [3:37]
ミュージックビデオが制作されており、ディレクターは川村真司と清水幹太が務め、プロダクションは太陽企画が担当した[4]。
2. AM0:40 [2:47]
andropのシングルのA面曲の中では最も再生時間が短い[5]。
3. Waltz [4:27]